# Любарська волость
Любарський волость — історична адміністративно-територіальна одиниця Новоград-Волинського повіту Волинської губернії Російської імперії. Волосний центр — містечко Любар.

## Історія
Волость існувала у 1860-1920-х роках. З 1921 року волость входила до складу новоутвореного Полонського поввіту.
Станом на 1885 рік складалася з 26 поселень, 5 сільських громад. Населення — 9299 осіб (4493 чоловічої статі та 4806 — жіночої), 544 дворових господарств.
|                     | Площа, десятин | У тому числі орної, дес. |
| ------------------- | -------------- | ------------------------ |
| Сільських громад    | 5624           | 3745                     |
| Приватної власності | 6960           | 3130                     |
| Казенної власності  | —              | —                        |
| Іншої власності     | 481            | 240                      |
| Загалом             | 13065          | 7115                     |

Основні поселення волості:
- Любар — колишнє власницьке містечко на річці Случ, 4200 осіб, 467 дворів; волосне правління (90 верст від повітового міста); 5 православних церков, костел, синагога, 5 єврейських молитовних будинків, постоялий будинок, ряд лавок, 2 водяних млини, шкіряний, цегельний та пивоварний заводи. За 1 версту — Свято-Георгіївський жіночий монастир із 3 православними церквами. З а 3 версти та 10 верст - цегельні заводи. За 3 версти - Іванковецький винокурний завод.
- Кутищі — колишнє власницьке село при річці Кожі, 442 особи, 43 двори, православна церква, школа, постоялий будинок, водяний млин.